# 祁门红茶

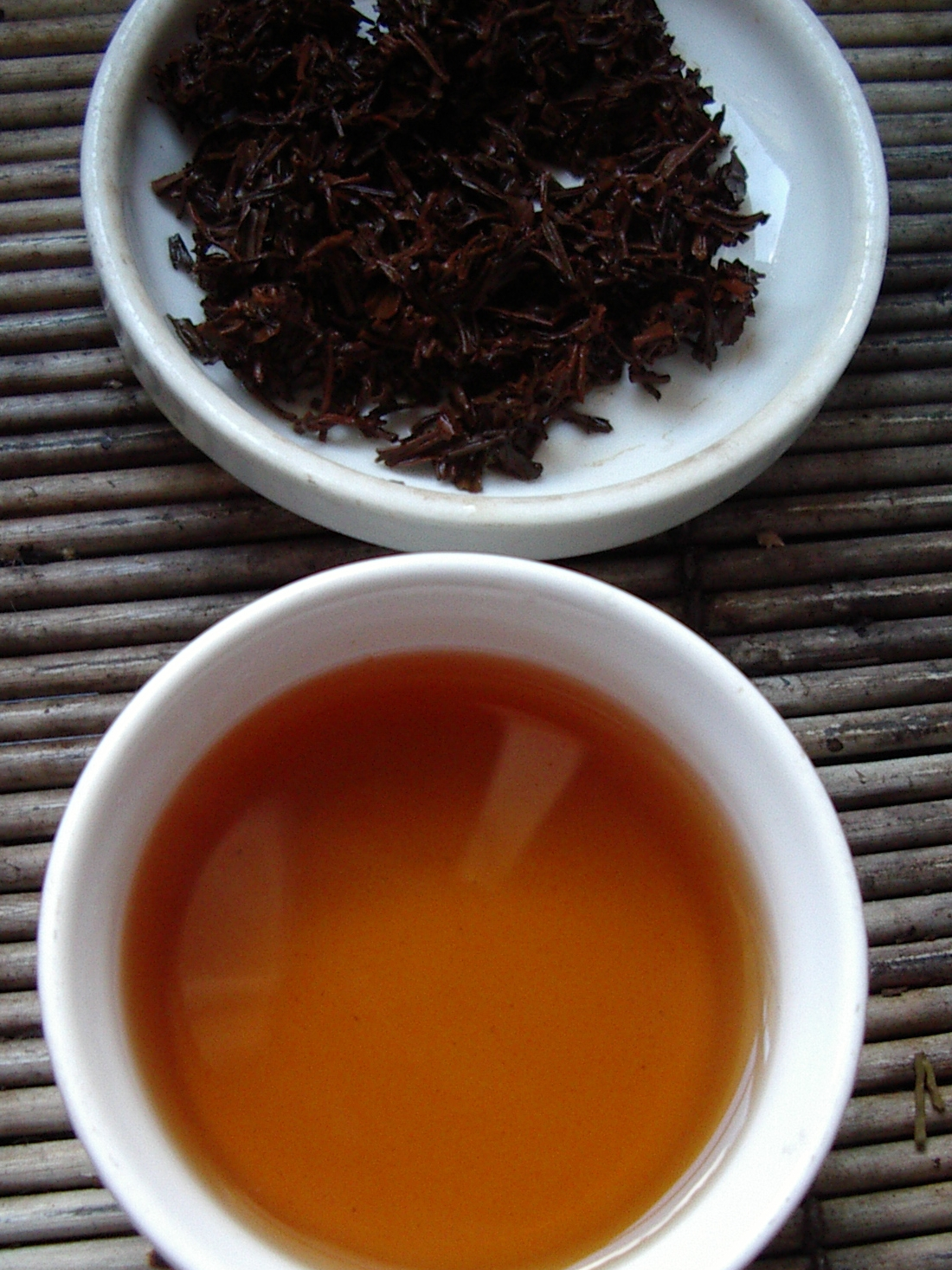
祁门工夫红茶

祁门红茶，又称祁门工夫红茶，风味具有玫瑰花香跟苹果与青杏的香气，出产于中国华东的安徽黄山市祁门县。中国十大名茶之中唯一的红茶。

## 产地
陈椽著《安徽茶经》(安徽科学技术出版社1960年出版)，其中载明“其实，祁红产区不只是祁门一地，在昔日包括至德(东至)和浮梁，产区遍六万方里的山地。……后来产区扩大，在安徽发展到石台、东流和黟县渔亭以北的地区，在江西发展到鄱阳、乐平等县，产地跨两省七、八县之广，出产的红茶统称‘祁红’。……1949年后，江西为发展红茶生产，划浮梁、鄱阳、乐平为新的红茶区，以浮梁为中心，出产‘浮红’，因而‘祁红’茶区缩小，现仅剩下安徽的东至(原至德、东流合并)、黟县、祁门、石台等县”。
祁门红茶衍生在清朝光绪年间，但起源说在祁门与池州却各执一词。在衍生之前，在安徽省只制作绿茶，有“安绿”之称。在各自传说的起源地，都有县志记载祁门红茶的源起，总的来说是那个时期安徽制茶人的共识，在改良工艺跟口味上相互学习。因此祁红究竟起源在祁门，还是在池州都已经不重要了。
在1949年以后，在祁门、东至、池州三处制作祁门红茶，祁红最大的特点就是由各处的茶拼配而成，因此不能用小产区茶的概念去套用产地名称。

## 风味
祁门红茶有水果的香味，有松木的味道（像正山小种）和花香，但又不像大吉岭红茶的香味那么绚丽，因此也被称为“祁门香”。祁门红茶的咖啡因含量比阿萨姆红茶低。由于气候与土壤的原因，制作祁门红茶的最佳茶草是取自祁门南乡溶口至西乡新安、历口一带。
通常祁门红茶适合于不加奶和糖的清饮，但是加奶饮用也不减茶香。祁门红茶被认为是最适合用作下午茶和睡前茶的茶种之一。
1980年代以后，祁门红茶多次获得中国国家级奖章，并成为中国政府招待外国宾客和中国茶叶出口的重要茶种，主要出口国为英国。但1990年代以来，祁门红茶受到广泛批评。批评者认为，由于原料和加工等方面以及恶性竞争的原因，祁门红茶的品质有所下降，出于经济原因，当地很多茶商甚至只用茶季末期的茶草制作红茶，同时由于品牌保护和监管不力，一些仿冒产品充斥市场。在这种压力下，当地政府采取了改良品质、扶持龙头企业、加强原产地认证和商标注册等措施促进红茶生产。

## 参阅
- 大吉岭红茶
- 锡兰红茶
- 阿萨姆红茶